# Courage C32LM
La Courage C32LM, chiamata anche Courage C32, è una vettura da competizione realizzata dalla Courage Compétition nel 1994. La vettura ha preso parte alla 24 di Le Mans 1994.

## Descrizione e storia
Come per le precedenti vetture del costruttore francese, anche la Courage C32 venne fornita di molte componenti meccaniche di derivazione Porsche. Il motore era il 3 litri boxer turbo della Porsche 935 e anche la trasmissione era fornita dalla Porsche. La vettura calzava pneumatici da corsa Michelin.
La Courage alla 24 ore di Le Mans 1994 schierò tre C32: una si piazzò settima assoluta, mentre le altre due si ritirarono.